# 小野路町 (町田市)
小野路町（おのじまち）は、東京都町田市の地名。旧南多摩郡小野路村。「丁目」の設定のない単独町名である。郵便番号は195-0064。
多摩ニュータウンの造成開発に伴い、北部の瓜生・一本杉・池之谷など一部地域が1973年（昭和48年）12月1日に東京都多摩市へ編入され、一時期多摩市小野路町が存在した。編入された部分の詳細については項目「小野路町 (多摩市)」を参照のこと。

## 地理
町田市北部に位置する。地域内は多摩丘陵内の緑豊かな地域となっており、都内有数の里山地域であるほか、江戸時代には大山街道の宿場町として栄え、小野路宿通りは当時の雰囲気を現在に残している。また、地域内には中世前期のものと推定される小野路城址があり、周辺は図師小野路歴史環境保全地域に指定されている。
東は真光寺町・大蔵町・神奈川県川崎市麻生区黒川、西は下小山田町・図師町、南は野津田町、北は多摩市南野・永山と接している。

### 河川
- 小野路川 - 当地域の北西部に水源を持ち、鶴見川へ合流する川。上流部は天然川の形を残している。
- 別所川 - 小野路川の支流。

### 小字
1939年（昭和14年）発行の｢東京府市区町村便覧｣掲載時点の小字
- 新屋敷（あらやしき）
- 池尻
- 池ノ谷
- 石久保
- 一本木
- 一本杉
- 犬久保
- 後
- 瓜生
- 大月

- 荻久保
- 金子田
- けそう谷（けそうだに）
- 栗ケ沢
- 黒川境
- 小谷
- 沢ノ谷（さわのや）
- 宿（しゅく）
- 下堤
- 清田谷（せいだや）

- 台
- 土橋
- 堂場入
- 堂谷
- 中尾
- 中村
- 奈良ばし（ならばし）
- 沼城（ぬまき）
- 長谷
- 万松寺谷戸（ばんしょうじやと）

- 馬場（ばんば）
- 平久保（びりくぼ）
- 富士沢（ふじのさわ）
- 別所
- 細谷
- 町田（まちだ）
- 向坂（むかいざか）
- 柳谷（やなぎや）
- 湯船

 小野路町に現存する小字 
- 下堤
- 五反田

- 新屋敷
- 万松寺谷（やと）

- 宿
- 別所

- 黒川境
- 中尾　など

 多摩市に編入された小字 
- 池之谷
- 柳谷

- 瓜生
- 池尻

- 一本杉
- 土橋

- 平久保
- 荻久保　など

### 地価
住宅地の地価は、2014年（平成26年）1月1日の公示地価によれば、小野路町字栗ケ沢2572番20の地点で5万7500円/m2となっている。

## 歴史
室町時代より小野路（小野地、小野池とも）の名が見られ、かつては武蔵国多摩郡に属していた。世阿弥による古謡曲｢横山｣にも｢小野路庄｣の名が見られ、当地を指していると考えられる。中世には小山田庄内の郷村であり、｢役帳｣において｢50貫文小山田庄内小野地｣と記され、戦国期には北条氏照領である小山田庄に属した。また、地域内にある小野神社の梵鐘の銘によると、1403年（応永10年）には小野路は宿駅の機能を有していた。｢廻国雑記｣によると、1486年（文明18年）の冬に小野の記載があり、当地と考えられる。後北条氏の治下では滝山城城主大石氏の知行分を経て北条氏照の支配となり、1585年（天正13年）7月21日には清浄院（福田寺）の曼荼羅供大法会への妨害を厳禁とする制札が北条氏照によって出されている。中世には、滝山城主大石氏の頃に整備されたと考えられている小野路街道（子安、北野、下柚木、越野を経由して当地で鎌倉街道（上道）と合流）が整備され、近世には小野路道、小野路往還とも呼ばれた。｢田園簿｣によると小野路町と称し、当時の石高は212石余りであった。1617年（元和3年）には徳川家康の遺櫃を駿河国久能山から下野国日光へ移す際の行列が通過したが、この時に大規模な継立が行われ、地域内にあった鎌倉古道は相模国平塚宿や矢倉沢関等から武蔵府中へ至る脇往還となった。1666年（寛文6年）の検地では田16町8反余り、畑49町1反余りの計66町余り、石高は561石余りであった。寛文年間は土屋但馬守数直の支配、元禄年間始めに米倉丹後守昌尹、その後平田伊右衛門の知行地となった。また、1707年（宝永4年）に岡部和泉守長興に38石、1721年（享保6年）に山口安房守数直、1729年（享保14年）に神谷志摩守久敬に160石余りが分けられ、旗本4給の地となる。また、1711年（正徳元年）には宿駅となり、一里塚の設置、助郷村の指定（定助郷は、大蔵村、上小山田村、下小山田村、真光寺村、図師村、野津田村、三輪村、岡上村）が行われたほか、継立賃銭も定められた。それから程なくした1714年（正徳4年）には｢差出御開帳｣により132戸、556人、｢新編武蔵｣では140戸を数える。村では継立人馬のほか御鷹場諸役も負担し、文政の改革では小野路村寄場組合35ヶ村の親村とされ、村内に寄場が置かれた。｢天保郷帳｣によると村高は588石余り、｢旧高旧領｣では山口領265石余り、神谷領160石余り、松平（竹谷）領97石余り、岡部領38石余り、観音堂領12石、万松寺領7石、虚空蔵堂領7石となっていた。また、享保年間には小野路村周辺の丘陵地帯は鷹場となり、番所が各所に置かれた。
1827年（文政10年）には小野路村外三五ヶ村組合村を組織し、江戸時代後期には、名主小島家により天然理心流撃剣道場が村内に置かれ、幕末には近藤周助や近藤勇が当時の小野路村の小島為政と親しくしていたことから剣術の稽古のためにこの地を度々訪れていた。また、1863年（文久3年）には米価の高騰による生活の圧迫から治安が乱れ、小野路農兵隊が組織された。戊辰戦争が起きると、小野路村周辺では東征軍の横浜進駐に伴い、保土ヶ谷宿への兵糧人馬継立が命じられるなど新政府の支配下に置かれる。しかし、命じられた100石につき3両の軍費立て替えの上納金負担が大変な負担となったことから、木曽・小野路組合37ヶ村では｢百石三両御下ケ願｣を提出し、4ヶ月後に半金の返済が行われた。
1868年（明治元年）には武蔵知事県の管轄となり、1871年（明治4年）11月には神奈川県の管轄となる。同年に神奈川県吏によって｢勧農と郷学校建設｣が説かれると、半月余り（県による郷学校取立の布達に先立つこと5ヶ月）で小野郷学が開校し、豪農の長男や村役人の子弟が通った。1873年（明治6年）5月1日の区番組制により第八大区四番組となり、1874年（明治7年）6月には大区小区制により第八大区一小区となる。1878年（明治11年）の郡区町村制で大区小区の区分けは廃止され、多摩郡が四分割されたことにより、南多摩郡小野路村となる。また、1884年（明治17年）7月5日には連合戸長役場制により8ヶ村連合（小野路村、大蔵村、下小山田村、真光寺村、能ヶ谷村、野津田村、広袴村、三輪村）が形成され、小野路村に戸長役場が置かれる。｢小野路村誌｣によると、1888年（明治21年）には157戸、986人であった。1889年（明治22年）4月1日には、その8ヶ村から下小山田村を除き金井村を加えた8ヶ村が合併し、小野路は鶴川村の大字となる。また、1958年（昭和33年）2月1日には、南多摩郡町田町、忠生村、堺村と合併する。その際に大字を町に変更し、旧来の小野路に新たに｢町｣を付ける形の町田市小野路町となる。また、地域の北部が多摩ニュータウンの開発地域に指定され、1973年（昭和48年）12月1日に一部が多摩市に分離する。
現在では地域の大半が市街化調整区域となっており、小野路町を含む町田市の北部丘陵地域は多摩丘陵の原風景を残している貴重な地域であるが、農地の耕作放棄などの問題を抱え、「農とみどりのふるさとづくり」をテーマとしたまちづくりが検討されている
。

### 地名の由来
諸説あるが、｢地名辞書｣によると小野牧、｢武蔵名勝｣によると横山党の祖である小野氏との関係によるものと考えられ、｢鶴川村誌｣によると小野郷（現:府中市付近）への道筋と捉えられている。

### 沿革
- 1617年（元和3年）3月21日 - 徳川家康の遺櫃を載せた車が小野路村を通過する。
- 1827年（文政10年） - 小野路村外三五ヶ村組合村を組織する。
- 1868年（明治元年） - 武蔵県知事の管轄となる。
- 1871年（明治4年）旧暦11月 - 神奈川県の管轄となり、神奈川県多摩郡小野路村となる。
- 1873年（明治6年）5月1日 - 区番組制により第八大区四番組となる。
- 1874年（明治7年）6月15日 - 大区小区制により、第八大区一小区となる。
- 1878年（明治11年）
  - 7月22日 - 郡区町村制施行。神奈川県多摩郡小野路村となる。
  - 11月18日 - 多摩郡が、東多摩郡、西多摩郡、南多摩郡、北多摩郡に分離し、神奈川県南多摩郡小野路村となる。
- 1884年（明治17年）7月5日 - 連合戸長役場制により、8ヶ村連合（小野路村、大蔵村、下小山田村、真光寺村、能ヶ谷村、野津田村、広袴村、三輪村）の戸長役場が置かれる。
- 1889年（明治22年）4月1日 - 町村制施行。小野路村と大蔵村・能ヶ谷村・金井村・野津田村・真光寺村・広袴村・三輪村が合併し、南多摩郡鶴川村大字小野路となる。
- 1893年（明治26年）4月1日 - 神奈川県のうち、西多摩郡、南多摩郡、北多摩郡を東京府に移管。東京府南多摩郡鶴川村大字小野路となる。
- 1943年（昭和18年）7月1日 - 東京都制により、東京都南多摩郡鶴川村大字小野路となる。
- 1958年（昭和33年）2月1日 - 町田町、鶴川村、忠生村、堺村の1町3村が対等合併し、市制施行。町田市小野路町となる。
- 1973年（昭和48年）12月1日 - 北部の一部を多摩市に編入。該当部分は多摩市小野路町となる。

## 世帯数と人口
2018年（平成30年）1月1日現在の世帯数と人口は以下の通りである。
| 町丁     | 世帯数    | 人口    |
| -------- | --------- | ------- |
| 小野路町 | 2,058世帯 | 3,926人 |

## 小・中学校の学区
市立小・中学校に通う場合、学区は以下の通りとなる。
| 番地                                         | 小学校                 | 中学校               |
| -------------------------------------------- | ---------------------- | -------------------- |
| 2002～2012番地 2052番地の3～4                | 町田市立鶴川第四小学校 | 町田市立真光寺中学校 |
| 1～2001番地 2013～2052の1番地 2053～5461番地 | 町田市立鶴川第一小学校 | 町田市立鶴川中学校   |

## 交通

### 鉄道
町内に鉄道駅は存在しない。なお、2016年度よりリニア中央新幹線の建設が進められており、町内に非常口を設置予定。

### 路線バス
「五反田」バス停留所などから神奈川中央交通の路線バスで鶴川駅行き、町田バスセンター行き、多摩センター駅行き、聖蹟桜ヶ丘駅行き（永山駅経由）などがある。

### 道路・橋梁
- 東京都道18号府中町田線（鎌倉街道）
- 東京都道・神奈川県道19号町田調布線
- 東京都道156号町田日野線

## 施設
行政

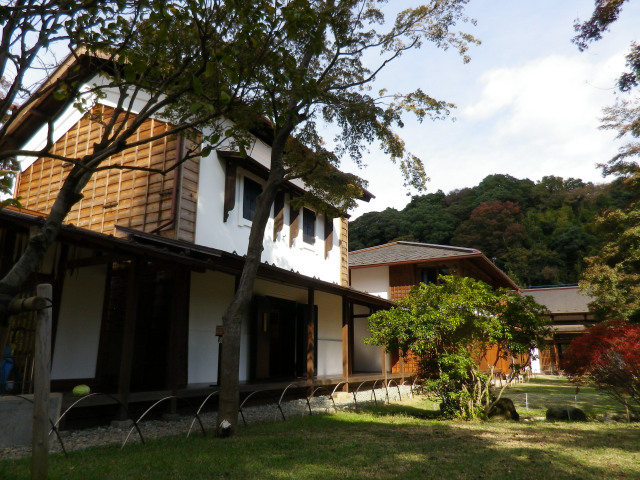
小野路宿里山交流館

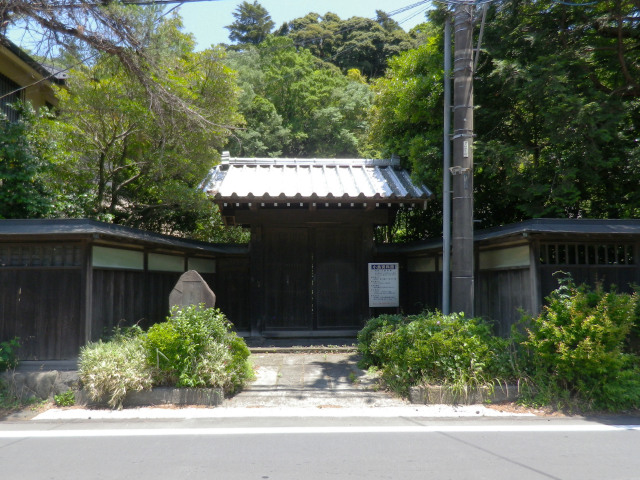
小島資料館

- 町田市剪定枝資源化センター - 2008年に下小山田町より移転。
- 東京都水道局小野路給水所

文化
- 小野路宿里山交流館
- 小島資料館

教育
- 中学校
  - 町田市立鶴川中学校 - 2002年に大蔵町より移転。
- 大学
  - 国士舘大学多摩キャンパス - 敷地の一部がかかる。校舎自体は多摩市にあるが、陸上競技場やラグビー場などの運動施設は町田市に所在。

警察
- 町田警察署小野路駐在所

公園・スポーツ施設
- 小野路公園
  - 小野路GIONベースボールパーク - 市内唯一の硬式野球場
  - 小野路GION グラウンド
- 野津田公園（敷地の一部）
  - 丘の上グラウンド
- ゼルビアフットサルパーク
- キヤノンスポーツパーク - 横浜キヤノンイーグルスの練習場
- 青山学院大学町田グラウンド（旧・清水建設町田総合運動場）

寺院・神社
- 小野神社 - 字台。旧小野路村の鎮守社であった。
- 万松寺 - 字万松寺谷戸。南北朝期の創建と見られる寺。
- 千手院
- 東光寺
- 浅間神社

史跡
- 小野路城跡